# Theo Bouwman
Theodorus J.J. (Theo) Bouwman (Amsterdam, 20 juli 1947) is een Nederlandse politicus voor GroenLinks. Van 1999 tot 2004 was hij lid van het Europees Parlement.
Bouwman studeerde technische bedrijfskunde aan de Technische Universiteit Eindhoven. Tijdens zijn studie zette hij de Stichting Onderzoek Bedrijfstak Elektrotechniek op, waarvoor hij zelf onderzoek deed, waarmee hij na zijn studie verderging. Daarnaast doceerde hij politieke economie, bedrijfskunde en informatica aan het hbo en organisatieleer aan de Universiteit Antwerpen. Tussen 1985 en 1999, alsook na 2005 werkte hij als onderzoeker, adviseur en vennoot bij het adviesbureau STZ, dat zich specialiseert in arbeid en nieuwe technologie. Tussen 1990 en 1992 was hij lid van het bestuur van de GroenLinks-afdeling in Eindhoven, en tussen 1994 en 1996 was hij daar lid van de gemeenteraad. Hij schreef daarnaast enkele boeken over bedrijfsorganisatie.
Tussen 1999 en 2004 was Bouwman lid van het Europees Parlement namens GroenLinks, en maakte hij deel uit van de fractie De Groenen/Vrije Europese Alliantie. Hij was voorzitter van de commissie voor werkgelegenheid en sociale zaken en lid van de delegatie voor de betrekkingen met Japan. Daarnaast was hij plaatsvervangend lid van de commissie regionaal beleid, vervoer en toerisme. In het Europees Parlement zette hij zich in voor het milieu en werknemersrechten.
Van 2011 tot 2015 was Bouwman lid van de Provinciale Staten van Noord-Brabant.